# Acropimpla pronexus
Acropimpla pronexus är en stekelart som beskrevs av Henry Keith Townes, Jr. 1960. Acropimpla pronexus ingår i släktet Acropimpla och familjen brokparasitsteklar. Inga underarter finns listade i Catalogue of Life.